# Cellula staminale mesenchimale
Una cellula staminale mesenchimale (CSM; in inglese: MSC, Mesenchymal stem cell) è un tipo di cellula staminale adulta, immatura e indifferenziata.
Le cellule staminali mesenchimali hanno origine dal mesoderma, il foglietto embrionale della blastocisti tra ectoderma e endoderma. Questo foglietto genera linee tissutali per lo più connettivali: a differenza delle cellule staminali embrionali, fetali o della placenta, questo tipo cellulare, essendo in una fase adulta, non è totipotente (ossia generatore di tutte le linee cellulari del corpo) ma pluri/multipotente, ossia può solo generare tipi di cellule connettivali e non altri tessuti di diversa derivazione embrionale (come neuroni od epiteli).

## Morfologia
L'ISCT ha proposto uno standard per definire le MSC. Una cellula può essere definita staminale mesenchimale se mostra proprietà di adesione plastica in condizioni normali di coltura, e se ha una morfologia simil-fibroblastica; alcuni studiosi sostengono anche che esse abbiano le stesse funzioni dei fibroblasti.
Le staminali mesenchimali in coltura esprimono sulla superficie CD73, CD90 e CD105, mentre non esprimono CD11b, CD14, CD19, CD34, CD45, CD79a né HLA-DR.

## Funzionalità
Le cellule staminali mesenchimali hanno un ruolo rigenerativo dei tessuti, si dividono ciclicamente, e le cellule neoformate si sostituiscono a quelle cellule che presentano segni di invecchiamento tramite recettori di membrana, o alle cellule danneggiate.
Esse possono replicarsi e dare origine a cellule del tessuto connettivo, come ad esempio gli adipociti, gli osteociti, i condrociti.
Le cellule staminali mesenchimali si trovano soprattutto nel midollo osseo: qui rappresentano in media una percentuale dello 0,01% sul totale delle cellule midollari.